# جورج دا كوستا
جورج دا كوستا (بالإنجليزية: George Da Costa)‏ هو مصور نيجيري، ولد في 1853 في لاغوس في نيجيريا، وتوفي في 1929.